# Википедија на ирском језику
Википедија на ирском језику (ир. Vicipéid na Gaeilge) је верзија Википедије на ирском језику, слободне енциклопедије, која данас има 61.792 чланака и заузима на листи Википедија 92. место.